# 張蕙芳
張蕙芳（英語：Cheung Wai-fong，1918年—？），原名麥明玉（英語：Mak Ming-yuk），廣東番禺人，香港粵曲女伶。她唱腔以風流瀟灑、清亮爽潔見稱。1930年代前後，因擅唱粵曲平喉而與小明星、張月兒及徐柳仙合稱粵曲歌壇界「平喉四大天王」、「平喉四傑」。粵曲代表作包括《花底流鶯》。:126:4-5

## 簡歷
張蕙芳年幼家貧，由其嬸母撫養。張氏長大後，嬸母本想其當妓女，張氏不從並於織造廠當女工，但又因工作刻苦故而轉習粵曲，並於1932年14歲時投身粵曲歌壇。張氏出道較小明星稍遲，唱腔以風流瀟灑、清亮爽潔見稱。張氏曾因故得罪廣州黑幫有勢力人士，遂不能於當地歌壇賣唱，從此長駐香港歌壇。張氏於香港歌壇獻藝期間，曾得樂師徐福之賞識，聲價一度追上小明星。:101
曾有一梁姓男子追求張蕙芳並欲迎娶她，張氏嬸母卻向對方索價3000港元，梁氏還價2000港元仍不果。其後，梁氏乃於小報上撰寫十餘篇二人之間的情史，卻由始至終沒有責怪張氏。張氏平素沉默寡言，故於歌壇亦有「木美人」之稱。:101
1939年8月15日凌晨五時，張蕙芳自其位於中環砵甸乍街的寓所外出後，曾一度失蹤。
1941年，香港淪陷期間，張蕙芳曾被香港富商林汝平包養。林汝平為主理造紙業、燕梳及售賣煙灰盅的華寶洋行之華籍經理，也是荃灣圓玄學院的道教徒，張氏被其包養後便離開歌壇，居於跑馬地山村道23號3樓。然而，二人同居後經常發生爭執，直至1949年2月14日下午，張氏忍無可忍，離家出走並返回廣州定居。林氏得知其於廣州歌壇演唱後，曾以500港元為酬希望求得張氏在穗地址。張氏後聘請梁得新律師代為致函林氏，聲明此後雙方脫離同居關係，得復自由身。二人育有二子。長子林清華，後娶鐘錶商千金倫小麗為妻。次子林清和則為聖保羅男女中學校友，後以香港大學建築工程學士畢業，並與官立學校教師何中慧結婚。

## 唱片
- 《一代名花》
- 《灞陵傷别》
- 《念念不忘》
- 《心心相印》
- 《秦樓鳳杳》
- 《再訪珠城艷》
- 《牽情秋夜月》
- 《風流何價》
- 《花底流鶯》
- 《夢中情人》
- 《桃花扇底詩》
- 《柔情秋夜月》
- 《銀燈照玉人》（與「玉京仙子」張瓊仙合唱）
- 《笑滅銀燈》（吳一嘯撰曲）
- 《寒香懺舊情》（胡文森撰曲）
- 《櫻花淚》
- 《瀟湘夢》

## 演出作品

### 電影
- 1964年：《金鷹》

## 外部連結
- 張蕙芳在香港影庫上的簡介